# NGC 7409
NGC 7409 is een lensvormig sterrenstelsel in het sterrenbeeld Pegasus. Het hemelobject werd op 20 september 1863 ontdekt door de Duitse astronoom Albert Marth.

## Synoniemen
- ZWG 453.18
- NPM1G +19.0555
- PGC 69939